# ドロンガ
ドロンガ（満洲語: ᡩᠣᠷᠣᠩᡤᠠ　転写：dorongga、多隆阿、1817年 - 1864年）は、清朝の軍人。字は礼堂。満洲正白旗人。フルラト氏（hurlat hala、呼爾拉特氏）。チチハル出身。その勇猛ぶりは「北多南超」（鮑超）として知られた。
1853年、内閣学士勝保（シェンバオ）に従い太平天国の北伐軍に大勝している。1857年には湖広総督官文（グワンウェン）・湖南巡撫胡林翼に従いドゥヒンガとともに武漢・黄州・黄梅を奪還し、湖北省を平定した。その後陝西将軍に任じられ回民蜂起を鎮圧、1864年3月からは太平天国軍と連合した藍朝柱の蜂起軍と西安西方100kmの盩厔で会戦した。この戦いはドロンガ側の勝利となったが、ドロンガ自身は流れ弾より負傷、その傷が原因となり5月18日に死亡した。